# Ноул-Уэст
Ноул-Уэст (англ. Knowle West) — нейборхуд на юге английского города Бристоля. Находится в 2 милях (3 км) от центра города, большей частью в избирательном округе Филвуд городского совета Бристоля, небольшой частью — в избирательном округе  Ноул к востоку. К западу находятся Бишопсворт и Хартклифф, на севере Бедминстер и Уиндмилл-Хилл, а на юге  Уитчерч-Парк и Хенгроув. В 2008 году население составляло 11 787 человек.
В этом районе есть свидетельства позднего железного века и римских поселений. Во времена Книги Страшного суда Ноул был сельской местностью, оценённой по налогооблагаемой стоимости в два вергельда. Ноул-Уэст оставался сельской местностью до 1930-х годов, когда был построен муниципальный жилой массив для обеспечения жильем людей, перемещенных из-за сноса трущоб в центре города.
Среди бывших жителей — музыкант Tricky, игрок сборной Англии по регби Эллис Джендж, боксёр  Дикси Браун и рок-н-ролльная группа конца 1950-х годов The Eagles. Закрытие фабрики Imperial Brands в соседнем Хартклиффе в 1990 году привело к большому количеству потерь рабочих мест. Чуть меньше трети жителей классифицируются как экономически неактивные, и этот район является самым экономически неблагополучным в Бристоле.